# Krishansar Lake
Der Krishansar Lake ist ein Bergsee im westlichen Himalaya im indischen Unionsterritorium Jammu und Kashmir.
Der Krishansar Lake befindet sich 45 km nordnordöstlich von Srinagar im Distrikt Bandipore. Der auf 3801 m Höhe gelegene See gilt als Ursprung des Nilam. Der Krishansar Lake wird über den 1,5 km südöstlich gelegenen Vishansar Lake entwässert. 
Der Krishansar Lake ist ein touristisches Ziel. Ein Ausgangspunkt für Touren zum Krishansar Lake bildet die 20 km ostsüdöstlich im Flusstal des Sind gelegene Ortschaft Sonamarg. In den Monaten Dezember–April gefriert die Seeoberfläche.